# きょしちょう座ベータ星
きょしちょう座β星は、きょしちょう座の3つの恒星β1とβ2のペアとβ3に対する総称である。

## 特徴
離角27秒のペアβ1とβ2から、更に離角10分でβ3がある。
これらの星の距離は、151光年、β3のみ更に7光年遠いと推測されている（誤差5光年）。
β1から離角2.5秒で13.5等の伴星は、少なくとも110天文単位離れ、公転周期700年以上の赤色矮星と推測される。
β2は2星からなり、離角0.5秒、周期43.43年、2星の距離は3.3から30（平均16.5）天文単位である。
β1とβ2は、1160天文単位離れ、周期15.5万年であり、このペアからβ3は、4倍離れ、周期は数千万年と推測される。
これらの星は『Toucan-Horologium moving group』のメンバーであると考えられている。
| 指標           | 構成要素 | 構成要素    | 構成要素       | 構成要素      | 構成要素 |
| 指標           | β1主星   | β1伴星      | β2C(HD 2885C)  | β2D(HD 2885D) | β3       |
| -------------- | -------- | ----------- | -------------- | ------------- | -------- |
| スペクトル型   | B9       | M3型?の矮星 | A2型の主系列星 | A7V           | A0V      |
| 視等級         |          | 13.5        | 4.488          | 6.54          | 5.09     |
| 質量 (M☉)      | 2.5      |             | 2              | 1.7           | 2.2      |
| 半径 (R☉)      | 1.74     |             | 1.7            | 1.5           |          |
| 光度 (L☉)      | 40       |             | 17             | 8             | 20       |
| 表面温度 (K)   | 10,990   |             | 9,100          | 8,000         | 10,000   |
| 自転速度(km/s) | 107      |             |                |               |          |
| 自転周期       | 1日未満  |             |                |               |          |